# Base Mérimée
Pour les articles homonymes, voir Mérimée (homonymie).
La base Mérimée est une base de données sur le patrimoine architectural français mise à jour périodiquement. Elle a été créée en 1978 et mise en ligne en 1995 par le ministère français de la Culture.
Le nom fait référence à l'écrivain Prosper Mérimée, qui fut également inspecteur général des Monuments historiques.

## Contenu

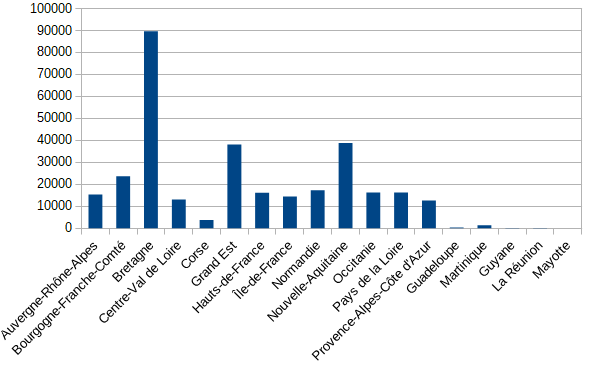
Nombre de fiches Mérimée par région de France en 2020.

La base Mérimée contient des informations provenant du service des Monuments historiques et de l'Inventaire général du patrimoine culturel ; elle aborde l'architecture religieuse, domestique, agricole, scolaire, militaire et industrielle.
La base comporte plusieurs types de fiches et principalement :
- Monuments historiques (MH) : il s'agit de notices réalisées à partir des mesures de protection au titre des Monuments historiques, avec les références des arrêtés de classement et d'inscription ; le nom des notices commence par "PA".
- Inventaire général du patrimoine culturel (IVR) : il s'agit de fiches signalétiques des dossiers d'inventaire élaborés à l'issue des enquêtes menées sur le terrain par les services régionaux de l'Inventaire, ainsi que des informations sommaires issues d'inventaires préliminaires, de recensements, de dossiers anciens, des études visant à l’attribution du label « Patrimoine du XXe siècle », jardin remarquable, etc. ; le nom des notices commence par "IA".

La base Mérimée ne recense pas uniquement des bâtiments protégés au titre des Monuments historiques mais a vocation à couvrir l'ensemble du patrimoine monumental français.
La base comportait, au 26 avril 2023, un peu moins de 330 000 fiches, dont :
- 46 000 notices de Monuments historiques protégés
- 11 notices de Domaines nationaux
- 280 000 notices de l'Inventaire général
- 1600 notices de bâtiments labellisés Architecture contemporaine remarquable (ACR)
- 930 notices de sites patrimoniaux remarquables
- 450 notices de jardins labellisés "Jardins remarquables"
- 230 notices de bâtiments labellisés "Maisons des Illustres"
- 555 notices de monuments signalés par les Monuments historiques (dont les édifices gérés par le Centre des monuments nationaux).

## LaPlateforme ouverte du patrimoine(POP)
En 2018-2019, l'obsolescence du logiciel Mistral qui soutenait la base a conduit à en proposer une nouvelle présentation sous la forme d'une « Plateforme ouverte du patrimoine » (POP), qui regroupe huit bases du ministère de la Culture : outre Mérimée, cette plateforme abrite également les bases Palissy, Mémoire, Joconde, Muséofile, MNR-Rose Valland, Enluminures,.